# Liste der Monuments historiques in Flaxieu
Die Liste der Monuments historiques in Flaxieu führt die Monuments historiques in der französischen Gemeinde Flaxieu auf.

## Liste der Bauwerke
| Bezeichnung             | Beschreibung                | Standort | Kennzeichnung | Schutzstatus | Datum | Bild           |
| ----------------------- | --------------------------- | -------- | ------------- | ------------ | ----- | -------------- |
| Kirche St-Maurice       | Erbaut in den 1480er Jahren | (Lage)   | PA00116400    | Inscrit      | 1969  | weitere Bilder |
| Brunnen Sainte-Fontaine | um 1500                     | (Lage)   | PA00116401    | Inscrit      | 1926  | weitere Bilder |

## Liste der Objekte
- Monuments historiques (Objekte) in Flaxieu in der Base Palissy des französischen Kultusministeriums